# Symphurus gorgonae
Symphurus gorgonae är en fiskart som beskrevs av Chabanaud, 1948. Symphurus gorgonae ingår i släktet Symphurus och familjen Cynoglossidae. IUCN kategoriserar arten globalt som livskraftig. Inga underarter finns listade i Catalogue of Life.